# Pseudomys australis
Pseudomys australis є гризуном із посушливої та напівпосушливої Австралії.

## Морфологічний опис
Це дрібний гризун з довжиною голови й тулуба від 100 до 140 мм, довжиною хвоста від 90 до 120 мм, довжиною лап від 25 до 30 мм, довжиною вух від 20 до 25 мм і вага до 75 грамів. Шерсть довга і м'яка. Корпус кремезний. Верх темно-коричнево-сірий. Морда округла. Вуха великі. Черевні частини жовто-коричневі, з сірою основою волосків. Руки і ноги жовтувато-білі. Хвіст довший за голову й тулуб, густо вкритий довгою шерстю, зверху сірий, знизу білий.

## Поведінка
Це частково денний і зграйний вид. Він будує складні системи тунелів. Гнізда обслуговують самки в тічці. У разі загрози він стає на ноги і видає гучні писки. Харчується насінням, частинами рослин і членистоногими.